# Strana velkého Rumunska
Strana velkého Rumunska (rumunsky: Partidul România Mare, PRM) je nacionalistická politická strana Rumunska, která byla založená v roce 1991. Jejím předsedou je Corneliu Vadim Tudor.

## Historie
Popularita PRM byla v 90. letech na vzestupu. V letech 1994–1996 byla strana ve vládě a od roku 1996 v opozici. V roce 2000 získala ve volbách druhý nejvyšší počet hlasů. Od té doby však její podpora klesá: v roce 2008 získala ve volbách do poslanecké sněmovny jen 3,2 % hlasů a do senátu pouze 3,6 hlasů. Ani do jedné z komor rumunského parlamentu se tedy nedostala. Při volbách v listopadu 2007 se straně podařilo získat pět zástupců do Evropského parlamentu.
Zatímco v zahraničí je strana vnímaná jako pravicově-extrémistická, v Rumunsku je považovaná za levicově-extrémistickou. Důvodem je stranická ideologie komunismu a nacionalismu převzatá z Ceaușescova éry. Za nepřátele rozvoje rumunská strana označuje menšiny (hlavně Maďary a Romy) a homosexuály. Představitelé strany též v minulosti popírali holokaust nebo alespoň rumunskou účast na něm.

## Volební výsledky

### parlamentní volby
| Volební rok | Hlasy v % | Počet mandátů |
| ----------- | --------- | ------------- |
| 1992        | 3,9 %     | 22            |
| 1996        | 4,5 %     | 27            |
| 2000        | 19,5 %    | 126           |
| 2004        | 12,9 %    | 45            |
| 2008        | 3,2 %     | 0             |

### evropské volby
| Volební rok | Hlasy v % | Počet mandátů |
| ----------- | --------- | ------------- |
| 2007        | 4,2 %     | 0             |
| 2009        | 8,7 %     | 3             |